# Maomé ibne Ali ibne Gania
Maomé ibne Ali ibne Gania (Muhammad ibn Ali ibn Gania; m. 1156) foi membro dos Banu Gania do século XII que se notabilizou como governador (emir) das ilhas Baleares nos últimos momentos do Império Almorávida e durante alguns anos após sua queda.

## Vida
Maomé era filho de Gania, que deu nome a seu clã, e o emir Ali ibne Iúçufe (r. 1106–1143) e era irmão de Iáia. Foi nomeado governador (emir) das ilhas Baleares por Ali em 1126. No tempo do colapso do Império Almorávida (1147), muitos membros do combalido clã fugiram às ilhas, onde Maomé foi declarado soberano independente e uma nova dinastia foi iniciada. Após uma revolução palaciana, o poder passou para Ixaque, seu filho, em 1156.